# Reprezentacja Słowacji w koszykówce mężczyzn
Reprezentacja Słowacji w koszykówce mężczyzn - drużyna, która reprezentuje Słowację w koszykówce mężczyzn. Za jej funkcjonowanie odpowiedzialny jest Słowacki Związek Koszykówki. Nigdy nie udało jej się zakwalifikować do Mistrzostw Europy, Mistrzostw Świata, czy Igrzysk Olimpijskich. Aktualnie należy do dywizji B.